# Salva Camps
Salvador Camps Sanjosé, (Badalona, Barcelona, 19 de mayo de 1979)  conocido como Salva Camps, es un exjugador de baloncesto y entrenador  español que dirigió al Club Baloncesto Tizona de la Primera FEB. Ocupaba la posición de base. 

## Trayectoria deportiva

### Como jugador
Como jugador tuvo un papel destacado, disputando 4 campañas en la ACB. Formó parte de Lobos Cantabria, CB Gran Canaria y Menorca Bàsquet.

### Como entrenador
Tras retirarse como jugador en el Moycullen Basketball Club, desde 2012 a 2015 ocupó el cargo de entrenador y director técnico del conjunto irlandés.
En 2015, regresa a España para ser entrenador ayudante del Club Joventut de Badalona de Liga Endesa, donde estuvo durante dos temporadas.
En 2017, firma por el CB Gran Canaria para ser ayudante de Luis Casimiro en el primer equipo de Liga Endesa.
En la temporada 2019-20, se convierte en entrenador del CB Gran Canaria B de Liga LEB Plata.
En la temporada 2020-21, firma por el Baxi Manresa para ser ayudante de Pedro Martínez en el primer equipo de Liga Endesa, en el que trabaja durante tres temporadas.
El 21 de junio de 2023, firma como nuevo entrenador del Bàsquet Girona de la Liga ACB.
El 23 de enero de 2024, deja de ser entrenador del Bàsquet Girona de la Liga ACB.
El 24 de julio de 2024, firma por el Club Baloncesto Tizona de la Primera FEB.

## Clubs

### Como jugador
- Sant Josep Badalona. Categorías inferiores.
- 1997-98 Segunda División. Ademar Maristes.
- 1998-00 EBA. Llobregat Centre Cornellà.
- 2000-01 LEB2. Llobregat Centre Cornellà.
- 2001-02 ACB. Lobos Cantabria.
- 2002-03 LEB. Menorca Bàsquet.
- 2002-03 ACB. CB Gran Canaria. Entra al final de temporada
- 2003-04 Liga LEB. Menorca Bàsquet.
- 2004-05 ACB. Gran Canaria. 29 partidos
- 2004-05 LEB. Menorca Bàsquet.
- 2005-06 ACB. Llanera Menorca.
- 2006-07 LEB. CB Ciudad de Huelva
- 2007-08 LEB ORO Lobos Cantabria
- 2008-09 LEB Bronce Lobos Cantabria
- 2009-10 LEB Oro. Palencia Baloncesto.
- 2010-11 EBA. Recambios Gaudí Mollet.
- 2011-12 ISL. Moycullen.

### Como entrenador
- 2012-15 Moycullen Basketball Club (entrenador y director técnico)
- 2015-17 Club Joventut de Badalona (ayudante).
- 2015-2017 U20, U18 y U19 de España (ayudante)
- 2017-2020 CB Gran Canaria (ayudante)
- 2019-2020 CB Gran Canaria B (Entrenador Leb Plata)
- 2020-2023 Baxi Manresa (Entrenador ayudante)
- 2023-2024 Bàsquet Girona
- 2024-actualidad Club Baloncesto Tizona